# Коротационная окружность
Коротацио́нная окружность (корота́ция) — область в спиральной галактике, где вращение газа и звёзд вокруг центра галактики происходит с той же скоростью, что и вращение спиральной структуры. Радиус такой окружности называется радиусом коротации. Аналогичный термин применяется и в отношении баров.

## Вращение спиральной структуры и бара
Спиральная структура галактик — нематериальное образование: она не состоит всё время из одних и тех же звёзд, а является волной плотности. Звёзды и газ, двигаясь в диске, в некоторых областях концентрируются более плотно, что и наблюдается извне как спиральный рукав, а спиральная структура как целое движется в диске галактики с другой скоростью, нежели звёзды. В этом спиральные рукава можно сравнить с дорожным затором: автомобили входят в затор, где располагаются более плотно и выходят из него, а скорость автомобилей не совпадает со скоростью движения затора в целом.
Считается, что спиральная структура вращается как твёрдое тело, в то время как газ и звёзды вращаются дифференциально. На определённом расстоянии от центра скорость вращения спирального узора и газа со звёздами сравнивается; такой радиус называется радиусом коротации, а соответствующая окружность — коротационной окружностью или просто коротацией. Кроме того, область, где скорости вращения приблизительно равны, называют зоной коротации. Снаружи радиуса коротации звёзды и газ вращаются медленнее спирального узора, внутри — быстрее. Бар также вращается как твёрдое тело и его можно рассматривать как волну плотности, а значит, определять для него радиус коротации.
Скорость вращения спирального узора обычно меньше скорости вращения бара, но несмотря на это, в галактиках с барами и в их численных моделях спиральные рукава постоянно исходят от концов бара. Обычно и бар, и спиральные рукава большей части расположены внутри своих радиусов коротации.

## Наблюдения

Схематичное изображение градиентов цвета в спиральных рукавах

Один из способов определения радиуса коротации предполагает наблюдение градиентов цвета в спиральных рукавах. Поскольку в спиральных рукавах происходит активное звездообразование, то из-за наличия там молодых массивных звёзд рукава имеют более голубой цвет, чем остальная галактика. Если в одной части рукава начинается звездообразование, а звёзды движутся быстрее (или медленнее), чем спиральная структура, то сформировавшиеся звёзды через некоторое время окажутся впереди (или сзади) рукава по ходу его движения. При этом свет звёзд со временем становится более красным, поскольку наиболее массивные и голубые звёзды быстрее всех завершают свою жизнь, и от соотношения скоростей движения звёзд и спирального узора зависит, с какой стороны рукава окажутся более старые, а значит, более красные звёзды. На радиусе коротации градиент цвета будет отсутствовать, поскольку скорости движения звёзд и спирального рукава совпадают.

## Связь с галактической зоной обитаемости
Одно из ограничений на галактическую зону обитаемости — область, в которой наиболее возможно формирование жизни на планетах, состоит в том, что она должна располагаться близко к коротации. Звёзды, расположенные вблизи этой области в галактике движутся со скоростью, близкой к скорости движения спирального узора, а, значит, предположительно редко пересекают спиральные рукава. Это в теории должно быть важно для развития жизни, поскольку в спиральных рукавах сконцентрированы молодые массивные звёзды, которые могут вспыхивать как сверхновые — излучение этих объектов может угрожать развитию жизни. В частности, возмущения в Облаке Оорта приводят к попаданию большего количества таких объектов как кометы в диаметр Солнечной системы, что могло быть связано с массовым вымиранием жизни на Земле. По исследованию 2005 года, в Млечном Пути радиус коротации при ошибках порядка ±0,3 кпк превышает радиус орбиты Солнца вокруг центра галактики в диапазоне значений от 1,02 до 1,14, хотя ряд учёных опровергают потенциальную близость в измерениях.